# Iztisni delež
Iztisni delež ali iztisna frakcija je razmerje med utripnim volumnom in končnim diastoličnim volumnom srčnega prekata. Pomeni delež krvi, ki se izčrpa iz srčnega prekata pri vsakem srčnem utripu in se lahko nanaša bodisi na levi bodisi na desni srčni prekat. 

## Določitev iztisnega deleža
Iztisni delež se izračuna po naslednji formuli:
{\displaystyle ID={\frac {UV}{KDV}}={\frac {KDV-KSV}{EDV}}}
(UV = utripni volumen, KDV = končni diastolični volumen, KSV = končni sistolični volumen).
Iztisni delež se običajno izmeri s pomočjo ehokardiografije, neinvazivne metode, ki daje dobro oceno končnega diastoličnega volumna, končnega sistoličnega volumna in utripnega volumna (slednji pomeni razliko med prvim in drugim: IV = KDV – KSV).

## Normalne vrednosti
| Parameter                        | Pribl. povprečna vrednost | Normalno območje         |
| -------------------------------- | ------------------------- | ------------------------ |
| Končni diastolični volumen (KDV) | 120 ml                    | 65–240 ml                |
| Končni sistolični volumen (KSV)  | 50 ml                     | 16–143 ml                |
| Utripni volumen (UV)             | 70 ml                     | 55–100 ml                |
| Iztisni delež (Ef)               | 58 %                      | 55–70 %                  |
| Frekvenca srčnega utripa (FSU)   | 70 utripov na minuto      | 60–100 utripov na minuto |
| Minutni volumen srca (MVS)       | 4,9 L/min                 | 4,0–8,0 L/min            |

Normalno znaša iztisni delež več kot 60 %. Med telesno vadbo pri zelo treniranih osebah lahko povečan utripni volumen (zlasti posledica močnejše mišične kontrakcije) povzroči vrednosti ID tudi nad 90 %.

## Nenormalne vrednosti
Pri srčnem popuščanju, zlasti če gre za dilatativno kardiomiopatijo, torej razširjene srčne votline, se lahko iztisni delež močno zmanjša, saj je utripni volumen zmanjšan, končni diastolični volumen pa povečan. Pri hudi obliki srčnega popuščanja so lahko vrednosti tudi nižje od 20 %. Iztisni delež je znižan zlasti pri sistoličnih motnjah. Zato včasih srčno popuščanje razdelijo v dve skupini: sistolično in diastolično. Pri sistoličnem popuščanju je po tej opredelitvi iztisni delež znižan, pri diastoličnem pa normalen.